# Deltocyathus varians
Deltocyathus varians är en korallart som beskrevs av Gardiner och Frank Albert Waugh 1938. Deltocyathus varians ingår i släktet Deltocyathus och familjen Caryophylliidae.
Artens utbredningsområde är Indiska oceanen. Inga underarter finns listade i Catalogue of Life.